# Xiphiopsylla hippia
Xiphiopsylla hippia är en loppart som beskrevs av Jordan et Rothschild 1913. Xiphiopsylla hippia ingår i släktet Xiphiopsylla och familjen Xiphiopsyllidae. Inga underarter finns listade i Catalogue of Life.